# Sait Tlaxcalteco
Sait Tlaxcalteco Gálvez (Xico, Veracruz, México, 8 de enero de 2003) es un futbolista mexicano. Juega de centrocampista y su equipo actual es el Deportivo Toluca Fútbol Club de la Primera División de México.

## Trayectoria

### Deportivo Toluca Fútbol Club
Debutó, a nivel profesional, con el Deportivo Toluca de Nacho Ambriz en la primera jornada del Apertura 2023 enfrentando al Club Necaxa, partido que se llevó a cabo el 2 de julio de 2023 y finalizó en un empate a cero goles.